# Every Rose Has Its Thorn
Every Rose Has Its Thorn – ballada rockowa zespołu Poison, wydana w 1988 roku jako singel promujący album Open Up and Say… Ahh!.

## Powstanie
Tekst piosenki napisał wokalista zespołu, Bret Michaels. Inspiracją była sytuacja, kiedy jego zespół koncertował w Dallas. Po koncercie Michaels zadzwonił do swojej dziewczyny, Tracy Lewis, ale w tle usłyszał męski głos. Wokalista uświadomił sobie wówczas, że jego związek rozpada się. Następnego dnia Michaels wziął gitarę akustyczną do pralni samoobsługowej, gdzie stworzył utwór. Michaels wyjaśnił również, że metaforycznie róża oznacza początek jego kariery, zaś cierń to fakt utraty związku z Tracy Lewis.
Zdaniem Rikkiego Rocketta po stworzeniu piosenki wytwórnia Capitol Records wahała się, czy ją wydać, ponieważ jej styl nie pasował do wizerunku Poison. Wytwórnia została przekonana faktem, że zespół grał już ten utwór kilka razy na koncertach i został on dobrze przyjęty przez publiczność.

## Odbiór
Utwór przez trzy tygodnie utrzymywał się na pierwszym miejscu listy Hot 100. W 2018 roku piosenka zajęła 261. miejsce na liście wszech czasów „Billboardu”.
| Lista             | Pozycja | Źródło |
| ----------------- | ------- | ------ |
| Australia         | 16      | [ 4 ]  |
| Holandia          | 18      | [ 4 ]  |
| Irlandia          | 8       | [ 5 ]  |
| Kanada            | 2       | [ 6 ]  |
| Niemcy            | 38      | [ 4 ]  |
| Nowa Zelandia     | 8       | [ 4 ]  |
| Polska            | 13      | [ 7 ]  |
| Stany Zjednoczone | 1       | [ 2 ]  |
| Szwajcaria        | 12      | [ 4 ]  |
| Szwecja           | 20      | [ 4 ]  |
| Wielka Brytania   | 13      | [ 2 ]  |

## Covery i wykorzystanie
Piosenka była coverowana kilkanaście razy, m.in. przez The Unseen (1998), ApologetiX (2000), Miley Cyrus (2010) i Midnite String Quartet (2017). Została wykorzystana w serialach: Dowody zbrodni (2004, „Maternal Instincts”), Życie na fali (2005, odc. „The Rager”), Miasteczko South Park (2007, odc. „«Guitar Hero» to zero”), Nie z tego świata (2008, odc. „Malleus Maleficarum”), Glee (2010, odc. „Przesłuchanie”) i Revolution (2014, odc. „Happy Endings”). Utwór wykorzystano również w filmach: Deuce Bigalow: Boski żigolo w Europie (2005), 500 dni miłości (2009), Cop Out: Fujary na tropie (2010), Rock of Ages (2012) oraz Nie ma mowy! (2015).